# Damian Janikowski
Damian Janikowski (Breslavia, 27 de junio de 1989) es un deportista polaco que compite en lucha grecorromana.
Participó en los Juegos Olímpicos de Londres 2012, obteniendo una medalla de bronce en la categoría de 84 kg. Ha ganado una medalla de plata en el Campeonato Mundial de Lucha de 2011 y dos medallas en el Campeonato Europeo de Lucha, plata en 2012 y bronce en 2014.

## Palmarés internacional
| Juegos Olímpicos   | Juegos Olímpicos      | Juegos Olímpicos  | Juegos Olímpicos |
| Año                | Lugar                 | Medalla           | Categoría        |
| ------------------ | --------------------- | ----------------- | ---------------- |
| 2012               | Londres (Reino Unido) | Medalla de bronce | 84 kg            |
| Campeonato Mundial |                       |                   |                  |
| Año                | Lugar                 | Medalla           | Categoría        |
| 2011               | Estambul (Turquía)    | Medalla de plata  | 84 kg            |
| Campeonato Europeo |                       |                   |                  |
| Año                | Lugar                 | Medalla           | Categoría        |
| 2012               | Belgrado (Serbia)     | Medalla de plata  | 84 kg            |
| 2014               | Vantaa (Finlandia)    | Medalla de bronce | 85 kg            |